# Carlo Corazzin
Giancarlo Michele "Carlo" Corazzin (New Westminster, 25 de dezembro de 1971) é um ex-futebolista profissional canadense que atuava como atacante.

## Carreira
Carlo Corazzin se profissionalizou no Winnipeg Fury.

## Seleção
Carlo Corazzin integrou a Seleção Canadense de Futebol na Copa das Confederações de 2001.

## Títulos
Canadá
- Copa Ouro da CONCACAF de 2000